# Буркин, Юлий Сергеевич
Юлий Сергеевич Буркин (род. 29 марта 1960, Томск) — русский писатель-фантаст, поэт, журналист и музыкант, автор песен и переводов песен «Битлз», живёт в городе Томске.

## Биография
Учился в музыкальном училище, выступал в ВИА, в том числе с песнями собственного сочинения.
После срочной службы в Советской армии поступил на отделение журналистики филологического факультета Томского государственного университета. Начал писать фантастические рассказы. Первая публикация — «в многотиражке одного технического вуза» — фантастический рассказ под названием «Операция „Эмбрион“». Первая серьёзная публикация — новелла «Пятна грозы» в журнале «Парус», по читательским письмам была признана лучшей литературной публикацией года.
После окончания вуза в 1985 году работал корреспондентом газеты «Молодой ленинец» в Томске, продолжал писать рассказы и повести, участвовал в ряде фантастических семинаров (Дубулты, «Волгакон», «Интерпресскон»). Ранние тексты были собраны в одну книжечку и изданы в Алма-Ате.
В 1993 году перебрался в Алма-Ату и устроился работать в коммерческий отдел газеты «Казахстанская правда». Результатом творческого содружества с Сергеем Лукьяненко стала фантастическая трилогия «Остров Русь», получившая большую популярность и несколько премий. Первая часть трилогии — повесть «Сегодня, мама!» — экранизирована под названием «Азирис Нуна».
Позже вернулся в Томск.
Также у Буркина вышли книги «Цветы на нашем пепле» (2000), «Звёздный табор. Серебряный клинок» (2002), «Бриллиантовый дождь» (2004), «Осколки неба, или Подлинная история „Битлз“» (1997, написаны в соавторстве с Константином Фадеевым) и др.
Кроме того, Юлий Буркин получил известность как автор и исполнитель песен в жанре мелодичного поп-рока. Вышли четыре сольных альбома: «Vanessa io» (1994), «Королева белых слоников» (1996), «New amp; Best» (1998) и «Метод» (2001). В 2002 году выпущен мультимедийный диск, содержащий как литературное, так и музыкальное творчество Буркина. Ему принадлежат и переводы песен «Битлз», выполненные в соавторстве с Алексеем Большаниным.
Лауреат жанровых премий (фантастическая литература) «Большая Урания» и «Странник».

### Романы
- Цветы на нашем пепле
- Звёздный табор, серебряный клинок
- Осколки неба, или Подлинная история Битлз (в соавторстве с Константином Фадеевым)
- Остров Русь. Трилогия (в соавторстве с Сергеем Лукьяненко)
  - Сегодня, мама!
  - Остров Русь
  - Царь, царевич, король, королевич…
- Бриллиантовый дождь. Роман в рассказах
- Остров Русь 2, или Принцесса Леокады (в соавторстве со Станиславом Буркиным)
- Изумрудные росы (продолжение романа «Цветы на нашем пепле»)
- Русалка и Зелёная ночь (в соавторстве со Станиславом Буркиным)
- Год принцессы Букашки
- The Beatles. Иное Небо (в соавторстве с Алексеем Большаниным и Константином Фадеевым)

### Повести
- Бабочка и василиск
- Вика в электрическом мире
- Ёжики в ночи
- Исковерканный мир (в соавторстве с К. Фадеевым)
- Командировочка
- Королева белых слоников
- Просто насыпано
- Королева полтергейста
- Королева в изгнании (продолжение повести «Королева полтергейста»)
- Рок-н-ролл мёртв
- В блеске (фильм о «Битлз» «Осколки неба»)[3]

### Рассказы
- Автобиография
- Мама, я люблю дракона
- Уфология и правда
- Вон! К звёздам!
- Хотеть
- Потрясения обжоры
- Праздник св. Петруччио
- Троя, или опыт исторического упрощения (в соавторстве с К. Фадеевым)
- Пятна грозы
- Прятки
- Спасти, убить, забыть
- Не висит, не болтается
- Я больше не буду
- Хозяин мира
- Хеза фореве
- Мелкий
- Алмазный мальчик
- Странный способ получать удовольствие
- В одном флаконе
- Железнодорожный Дед Мороз (в соавторстве с К. Фадеевым)

### Дискография
- Изумрудные небеса[4]
- Королева белых слоников[5]
- Представь, что я дождь[6]
- Метод[7]

### Переводы
- 100 хитов Битлз на русском, или Наследие осколков (книга переводов с комментариями в соавторстве с Алексеем Большаниным)